# Монтіселло (округ Грін, Вісконсин)
Монтіселло (англ. Monticello) — селище (англ. village) в США, в окрузі Ґрін штату Вісконсин. Населення — 1192 особи (2020).

## Географія
Монтіселло розташоване за координатами 42°44′46″ пн. ш. 89°35′22″ зх. д. / 42.74611° пн. ш. 89.58944° зх. д. (42.746058, -89.589438).  За даними Бюро перепису населення США в 2010 році селище мало площу 3,06 км², з яких 3,03 км² — суходіл та 0,03 км² — водойми.

## Демографія
Згідно з переписом 2010 року, у селищі мешкало 1217 осіб у 538 домогосподарствах у складі 321 родини. Густота населення становила 398 осіб/км².  Було 566 помешкань (185/км²).
Расовий склад населення:
| - 97,5 % — білих - 0,8 % — азіатів - 0,2 % — чорних або афроамериканців - 0,1 % — корінних американців |

До двох чи більше рас належало 0,9 %. Частка іспаномовних становила 2,0 % від усіх жителів.
За віковим діапазоном населення розподілялося таким чином: 24,8 % — особи молодші 18 років, 61,8 % — особи у віці 18—64 років, 13,4 % — особи у віці 65 років та старші. Медіана віку мешканця становила 39,2 року. На 100 осіб жіночої статі у селищі припадало 92,3 чоловіків;  на 100 жінок у віці від 18 років та старших — 91,8 чоловіків також старших 18 років.
Середній дохід на одне домашнє господарство  становив 56 582 долари США (медіана — 51 000), а середній дохід на одну сім'ю — 70 728 доларів (медіана — 65 000). Медіана доходів становила 44 345 доларів для чоловіків та 35 903 долари для жінок. За межею бідності перебувало 9,1 % осіб, у тому числі 7,9 % дітей у віці до 18 років та 4,9 % осіб у віці 65 років та старших.
Цивільне працевлаштоване населення становило 656 осіб. Основні галузі зайнятості: виробництво — 25,9 %, освіта, охорона здоров'я та соціальна допомога — 19,5 %, роздрібна торгівля — 11,1 %, науковці, спеціалісти, менеджери — 7,5 %.